# Jean-Remacle Lissoir
Pour les articles homonymes, voir Lissoir.
Jean-Remacle Lissoir, né à Floing (Ardennes) le 5 novembre 1766, mort le 19 juin 1841 à Michery (Yonne), était un prêtre catholique romain, évêque constitutionnel.

## Biographie
Il naquit de Théodore Lissoir, son père, frère de l'abbé Remacle Lissoir, et de Marie Boudin, sa mère.
Il embrassa la religion à l'institut de Prémontré de l'abbaye de Laval Dieu, et reçu ainsi son éducation théologique sous la direction de l'abbé, son oncle Remacle.
Il fut profès à l'abbaye de Prémontré puis curé de la paroisse de Vendresse.
Durant la Révolution française, il semble avoir été inquiété car il fit un séjour dans la prison du Mont-Dieu
En réponse à une demande du général des armées du Nord à Saint-Domingue, Toussaint Louverture, adressée quelques mois plus tôt à l'abbé Grégoire, de lui envoyer douze prêtres républicains, il postule, sur les conseils de son oncle, et fut élu à la fonction d'évêque constitutionnel du département de Samaná, lors du concile de mai 1797 ; des quatre évêques élus pour cette île, trois, dont Jean-Remacle Lissoir, se désistèrent et seul Guillaume Mauviel prit ses fonctions. Il ne semble pas avoir été sacré évêque de ce diocèse, qui ne connut d'ailleurs qu'une existence éphémère.
Au rétablissement du culte, il suivit son oncle dans ses fonctions d'aumônier adjoint à l'Hôtel des Invalides, probablement jusqu'au décès de celui-ci le 13 mai 1806, voire jusqu'en 1815. 
En 1815, il devint ensuite curé de Michery (Yonne), avec le statut de desservant.
À la Restauration, le pouvoir royal établit dans chaque canton, un Corps cantonal chargé de surveiller et d'encourager l'instruction primaire. Lissoir est l'un des six membres de ce Corps pour le canton de Pont-sur-Yonne, en compagnie de deux autres curés, du juge de paix du canton, d'un propriétaire aristocratique et du chirurgien local. Il est même délégué pour en suivre particulièrement les quatre communes de Michery, Gisy-les-Nobles, Cuy et Évry.
Le 7 décembre 1836, il s’illustre par la conversion au catholicisme d'une luthérienne, madame veuve Hérot, née Hausvoigts, qu'il avait lui-même catéchisée.
Il décède le 19 juin 1841 au presbytère de Michery où il exerce encore ses fonctions de curé desservant. Les déclarants sont son frère Nicolas-Théodore, de deux ans son cadet, et son neveu Christian-Théodore Poulain.